# Cerano (comune)
Cerano (Sciareun in dialetto novarese, Sciaran in piemontese, Ceran in lombardo) è un comune italiano di 6 854 abitanti della provincia di Novara in Piemonte.

## Geografia fisica
Cerano è situata sulla riva piemontese del Ticino e sulle rive del torrente Terdoppio che sfocia in quest'ultimo tramite la roggia Cerana.
Il territorio, situato nella valle del Ticino, è bagnato ulteriormente da canali d'irrigazione tra i quali citiamo il Naviglio Langosco e il Naviglio Sforzesco.
Si estendono vasti campi adibite a colture. L'altezza varia dai 140 al confine con il comune di Trecate ai circa 115 m s.l.m. alla sponda del fiume Ticino.

## Storia

### Le origini e la crescita nel periodo medievale
Il nome latino di Cerretanum a identificare questo centro abitato viene citato per la prima volta in un documento del 969 che reca il sigillo dell'imperatore Ottone I del Sacro Romano Impero, un diploma con cui il sovrano attribuiva il possesso del paese (all'epoca parte del contado di Burgaria) al vescovo di Vercelli, Ingone. Il nome latino lascerebbe intuire l'origine del nome da ricercarsi nel cerro, un tipo di albero particolarmente diffuso nella Pianura Padana di un tempo e che compare anche nello stemma comunale.
In pieno medioevo, Cerano era sede di una curtis, ovvero di un'istituzione caratterizzata da un'economia chiusa e dalla quasi totale autosufficienza economica ed alimentare della comunità. Tra il 1140 ed il 1141, Cerano passò sotto l'influenza del potente conte Guido da Biandrate che ottenne il borgo in feudo da Corrado III del Sacro Romano Impero. Nel 1156 i milanesi, in guerra con Novara, attaccarono la città di Cerano e ne rasero al suolo il castello. Dopo questo assalto la città rinacque dalle proprie ceneri e venne anzi ancora più fortificata per divenire un solido baluardo di difesa nell'area del Ticino: il borgo venne circondato da mura e dalla Roggia Cerana (un corso d'acqua difensivo), scavata nel 1202. Nel corso del XIV secolo i ceranesi, poco inclini a passare come Novara sotto la sovranità dei Visconti di Milano, decisero di sottomettersi spontaneamente alla sovranità del marchese del Monferrato e per questo, per vendetta, il duca Galeazzo II Visconti decise nel 1356 di assaltare Cerano, distruggendola nuovamente. Il Visconti si scagliò contro Cerano anche perché, in virtù di questa opposizione a Milano, i suoi abitanti da tempo avevano iniziato ad intraprendere delle azioni di pirateria ai danni del Ducato di Milano sulle rive del Ticino, rendendo sempre più difficoltosi i collegamenti fluviali tra Sesto Calende e Pavia sul fiume.

### Sotto gli Sforza
Nel 1450, dopo la fine della dinastia dei Visconti, il borgo decise di sottomettersi di buon grado al nuovo duca di Milano, Francesco Sforza, il quale aveva promesso alla città di liberarsi del secolare dominio di Novara. A partire dal 1456, pertanto, il feudo di Cerano venne ceduto dallo Sforza a Pietro Gallarati ed ai suoi eredi.
A seguito della Battaglia di Pavia del 1525, dal 1527 tutta l'area del ceranese passò sotto la sovranità della Corona spagnola assieme al ducato di Milano. Gli spagnoli privarono il borgo di ogni privilegio, compreso quello di avere un proprio castello e proprie mura. La signoria dei Gallarati, che pure rimase sul borgo, non poté impedire al borgo di decadere economicamente e strategicamente all'interno del novarese, soprattutto a causa dei frequenti costi che la comunità era chiamata a sostenere in favore delle truppe che qui alloggiavano durante le diverse campagne militari contro il Piemonte. Fu solo a seguito della Pace di Vestfalia del 1648 che l'area poté conoscere un periodo prolungato di pace fino al primo Settecento.
Nel XVIII secolo, inoltre, il conte Scotti sposò l'ultima erede della famiglia Gallarati che gli portò in eredità il feudo ceranese: nacque così la casata dei Gallarati-Scotti.

### Il Settecento
Nei primi anni del Settecento, il territorio novarese divenne uno dei principali campi di battaglia negli scontri tra le truppe franco-spagnole e quelle imperiali comandate dal principe Eugenio di Savoia. Questi, dopo aver conseguito a Torino la vittoria decisiva, ottenne anche la resa della fortezza di Novara: la Spagna, con la successiva pace di Utrecht, dovette cedere all'Impero, dopo quasi due secoli di ininterrotto dominio, il controllo del milanese, di cui faceva parte anche il territorio di Cerano.
Fu solo con l'invasione delle truppe di Carlo Emanuele III di Savoia e la sconfitta dell'Austria che l'Impero, pur conservando il possesso della Lombardia, venne costretto a cedere ai Savoia il territorio del novarese e del tortonese (1738).

### Il periodo napoleonico
Con il periodo napoleonico, Cerano entrò a far parte del Dipartimento dell'Agnona, annesso poi al Regno d'Italia.
I francesi nella loro amministrazione del borgo sostituirono le tradizionali colture a base di grano, riso, foraggio e vite con una vasta produzione di mais che in breve tempo divenne la principale fonte di alimentazione delle famiglie contadine dell'area oltre a ortaggi, frutti, canapa e lino.

### Cerano nell'Italia unita
Con l'unità nazionale del 1861, si incominciarono ad avvertire le prime drastiche trasformazioni sul territorio ceranese a partire dall'acquisto, il dissodamento e la messa a coltura delle terre fino ad allora incolte presso i boschi del Ticino (brughiera).
Tali provvedimenti furono possibili anche grazie all'inizio dello scavo del Canale Diramatore di Vigevano che consentì una migliore irrigazione dei campi ed un maggior sfruttamento delle terre di conseguenza.
Nel medesimo periodo, lo scavo del Diramatore Vigevano rese possibile una migliore irrigazione dei campi e un maggior sfruttamento delle terre, ma nel contempo si iniziò ad abbandonare sempre più l'agricoltura a favore dello sviluppo delle prime industrie nelle località vicine.

### Il Novecento
Il Novecento proseguì l'opera di industrializzazione della forza lavoro del paese, che comunque rimaneva ancora sostanzialmente un paese agricolo. Il XX secolo comunque portò alla nascita di stabilimenti sul territorio come l'"Antogini Mercalli" per la filatura della seta, oppure la manifattura Bottelli-Crini-Sordelli, divenuto in seguito noto col nome di "Cotonificio Valle Ticino".
Con il Ventennio, l'aspetto del paese incominciò a mutare: vennero demolite le vecchie scuole comunali e sostituite dall'attuale piazza San Gervasio (demolendo anche la chiesa omonima), oltre alla sostituzione del vecchio "tramway" con un servizio di pullman su ruote che collegava Cerano coi principali centri vicini.
Nell'immediato dopoguerra, con l'imperversare della disoccupazione, l'unico stabilimento a rimanere attivo fu il Cotonificio Valle Ticino, ma il processo di industrializzazione riprese a partire dagli anni del boom economico con la creazione del primo nucleo del polo petrolchimico di San Martino di Trecate che raccolse molti lavoratori provenienti da Cerano.
Nel 1967, quando il Cotonificio Valle Ticino chiuse i battenti, molti abitanti rimasero senza occupazione ed il paese attraversò un momento economicamente difficile, ripresosi poco dopo con la creazione di nuovi insediamenti industriali che fanno ancora oggi di Cerano uno dei principali centri nel settore del novarese.

### Simboli
Lo stemma è stato concesso con regio decreto del 21 giugno 1928.
Il gonfalone è un drappo trinciato di bianco e di rosso.

## Monumenti e luoghi d'interesse

### Chiesa parrocchiale della Natività di Maria Vergine

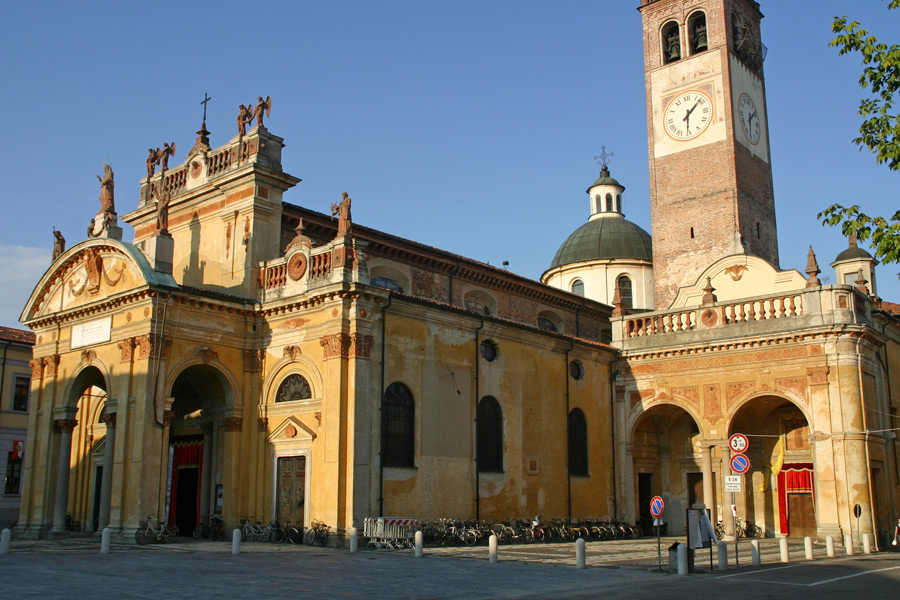
La parrocchiale

La chiesa è stata costruita presumibilmente nel XV secolo; nel corso del XVII secolo viene ristrutturata con l'apporto di alcune modifiche come l'elevazione del campanile a 45 m e la costruzione della cupola.
Il 5 giugno 1873 iniziano i lavori di ampliamento della chiesa che terminano nel 1880 con la nuova facciata di stile rinascimentale ricca di medaglioni, frontoni e merlata di statue e balaustre. La facciata presenta 5 statue in cotto che rappresentano: La Madonna, S. Giovanni, S.Giuseppe, S.Rocco e il Beato Pacifico.
La chiesa è a tre navate, a croce latina, sormontata da una cupola decorata con stucchi del Seicento, i capitelli e le cornici sono di ordine corinzio. Il fianco destro all'esterno è unito al tempietto del Beato (patrono del paese).
Sopra l'altare si trova la famosa pala del 1595,opera giovanile del pittore Giovan Battista Crespi detto il Cerano, raffigurante L'ultima cena.

### Chiesa di San Pietro
Situata nei pressi del cimitero sulla strada che porta al Ticino, la chiesa di San Pietro è un edificio a tre navate di quattro campate ciascuna, con transetto e tiburio gotici: l'impianto originale, nonostante gli interventi di epoca barocca e neoclassica, è rimasto pressoché inalterato. L'edificazione della chiesa risale probabilmente alla fine del XII secolo o all'inizio del XIII, dal momento che nel 1347 è già nominata come beneficio di un Tornielli. La chiesa nel XVI secolo subisce un declino: pertanto il vescovo Serbelloni ne affida la tutela alla Confraternita della Visitazione, la quale dà incarico di eseguire degli affreschi, ormai degradati, sulla facciata.
All'interno le navate laterali hanno volte a crociera nervata, i pilastri sono in cotto. Di pregio l'icona cinquecentesca posta sull'altare maggiore raffigurante la Vergine che allatta il Bambino; particolarmente interessante e degno di nota è l'affresco raffigurante Diogene che reca una fascia con l'iscrizione "Expello".

### Convento francescano di S. Martino
I frati francescani vennero richiamati a Cerano nel 1881, dopo che avevano avuto una presenza significativa in paese dal 1483 fino all'inizio dell'Ottocento per promuovere il culto in onore del Beato Pacifico.
I Francescani acquistano la chiesa di S. Martino e un nuovo convento viene costruito ex novo su progetto dell'architetto galliatese don Ercole Marietti.
La chiesa di San Martino è collegata al convento mediante un corridoio pensile a cavalcavia. In questo convento, sede di studi ginnasiali e teologici della provincia francescana di S. Diego, studiò e nel 1892 celebrò la prima messa il sacerdote francescano di Galliate san Giuseppe Gambaro martirizzato in Cina nel 1900.
Nel corso della prima guerra mondiale viene requisito per usi militari e nel 1918 i frati lo abbandonano definitivamente asportando gli arredi tra cui il coro ligneo della chiesa, tuttora in opera nel convento di Ornavasso e l'altare marmoreo trasportato nella chiesa del sobborgo novarese di Veveri.

### Palazzo Gallarati Scotti
Il palazzo del duca Gallarati Scotti, di cui rimangono alcune parti in piazza G.B. Crespi e in via Scotti, è stato sicuramente una delle costruzioni più interessanti del paese.
Aveva l'ingresso e la facciata principale verso la piazza della chiesa parrocchiale, un ampio giardino si estendeva fino a via Borghetto, mentre le scuderie erano poste lungo l'attuale via G. Matteotti.
Oggi si può notare una torre merlata e qualche salone è ancora dotato di mastodontici e artistici camini. Del palazzo fece parte anche la chiesetta dedicata alla "Concessione" posta lateralmente alla chiesa parrocchiale e attualmente adibita a locale per il banco di beneficenza.

### Casa Langhi (Castello)
Lungo l'omonima via sorgeva il castello che nei secoli successivi lasciò il posto alla palazzina della Casa Langhi e Bazzetta.
Questo edificio fu poi utilizzato come scuola elementare con relativo collegio dalle Suore Giuseppine di Novara e in seguito come riseria. Nella casa c'è ancora la Cappella autorizzata come Oratorio da papa Pio VI con bolla pontificia del 1792 e confermato da papa Pio VII il 7 dicembre 1804.
Alcuni locali conservano interessanti affreschi, mentre nel piccolo giardino sono sopravvissute alcune piante secolari.

### Palazzo Obicini
L'attuale Palazzo comunale era in origine di proprietà del signor Lorenzo Obicini di Milano che lo usò come abitazione fino al 1888, quando fu acquistato dal Comune di Cerano e più volte ristrutturato. L'ultima significativa ristrutturazione risale alla fine del 1980. Il vicino edificio delle scuole elementari era invece adibito nei tempi passati ad una filanda; costruita nel 1830 si distinse per la qualità del prodotto.

### Palazzo Tornielli
Il Palazzo Tornielli, posto tra via A. di Dio e via Tornielli, è un'elegante e sobria costruzione del XVIII secolo, completamente restaurato nei primi anni novanta del Novecento ed attualmente adibito a casa di riposo per anziani.
All'interno si può ancora ammirare il porticato con colonne di granito e la maestosa scala che porta ai piani superiori.
Al piano terra c'è la cappella che fu autorizzata al culto nel 1726, arricchita da una Via Crucis nel 1764 e dal dipinto del Cerano San Francesco ostende le stimmate.

### Casa Mercalli
Il palazzo, posto tra le attuali via Filanda e via A. di Dio, è sorto nella prima metà dell'Ottocento e consta di un cortile circondato da un porticato e da numerosi locali in cui si produceva e lavorava la seta. Gli addetti al lavoro erano circa 200.

### Monumento ai caduti
È opera di E. Tardini di Novara. La posa della prima pietra è del 15 luglio 1923, mentre l'inaugurazione è del 16 settembre 1923.

## Società

### Evoluzione demografica
Abitanti censiti

## Cultura

### Eventi

#### Festa Patronale
La festa dedicata al Beato Pacifico cade nella prima domenica di settembre. La prima volta in cui si festeggiò in settembre fu nel 1747 per solennizzare la beatificazione di frate Pacifico Ramati, proclamata da Papa Benedetto XIV; precedentemente la festa si svolgeva nel mese di giugno.
Ogni dieci anni, o in occasione di particolari ricorrenze, si svolgono i cosiddetti "Festoni", durante i quali l'urna del Beato viene portata in processione per le vie del paese.
I festeggiamenti in onore del Beato Pacifico sono diventati negli anni un appuntamento tradizionale non solo per i ceranesi ma anche per tutte quelle persone, provenienti dai paesi e dalle città limitrofe, che ogni anno vengono a Cerano per apprezzare gli spettacolari fuochi artificiali e gli altri interessanti spettacoli musicali e folcloristici. Infatti ogni anno la "Fabbriceria dello Scurolo", con il sostegno e la collaborazione del Comune di Cerano, propone oltre al tradizionale spettacolo pirotecnico, previsto domenica sera, una serie di manifestazioni che si svolgono nelle serate di sabato domenica e lunedì.
La domenica pomeriggio in Piazza Crespi si svolge il tradizionale concerto del Corpo Musicale Ceranese.
I festeggiamenti inoltre comprendono una serie di altre iniziative proposte dalle numerose Associazioni locali che vengono puntualmente coinvolte dall'Assessorato alla Cultura nella proposta di un calendario di appuntamenti, esibizioni sportive, mostre e spettacoli che di solito impegnano le prime 2 settimane di settembre e terminano la domenica successiva alla Festa Patronale con il "Palio dei Quattro Cantoni".

#### Palio dei Quattro Cantoni
La seconda domenica di settembre, dal 1983, si svolge il Palio dei Cantoni, rievocazione storica-folcloristica del periodo quattrocentesco, in cui Cerano, allora appartenente al Ducato di Milano fu data in feudo dagli Sforza al conte Pietro Gallarati. L'arrivo a Cerano del conte Gallarati fu sicuramente oggetto di grandi festeggiamenti da parte della popolazione. Ed è proprio in questi festeggiamenti che si trovano le radici storiche dell'attuale manifestazione.
Il giovedì precedente si svolge l'investitura dei capitani di contrada, mentre nella giornata principale circa cinquecento personaggi in splendidi costumi quattrocenteschi sfilano per le vie del paese, concludendo il corteo al campo sportivo dove hanno luogo i giochi per l'assegnazione dell'ambito drappo, solitamente dipinto da un artista locale.
Il Palio dei Quattro Cantoni, organizzato dall'omonimo Comitato, ha il riconoscimento dell'Assessorato al Turismo della Regione Piemonte, che lo ha inserito nel calendario ufficiale delle manifestazioni regionali. Un importante contributo per la manifestazione ceranese è arrivato anche dall'Amministrazione Provinciale e dall'Azienda di Promozione Turistica di Novara.
I Cantoni che si sfidano sono quattro: Canton Nuovo, Troggia, Castello e Mulino.

## Infrastrutture e trasporti
Fra il 1884 e il 1934 la località era servita da una fermata della tranvia Novara-Vigevano-Ottobiano.

## Amministrazione
Di seguito è presentata una tabella relativa alle amministrazioni che si sono succedute in questo comune.
| Periodo        | Periodo        | Primo cittadino | Partito                               | Carica  | Note   |
| -------------- | -------------- | --------------- | ------------------------------------- | ------- | ------ |
| 15 marzo 1988  | 27 luglio 1990 | Mario Quaglia   | Democrazia Cristiana                  | Sindaco | [ 11 ] |
| 27 luglio 1990 | 24 aprile 1995 | Mario Quaglia   | Democrazia Cristiana                  | Sindaco | [ 11 ] |
| 24 aprile 1995 | 14 giugno 1999 | Agostino Frau   | lista civica Per Cerano               | Sindaco | [ 11 ] |
| 14 giugno 1999 | 14 giugno 2004 | Agostino Frau   | lista civica Per Cerano               | Sindaco | [ 11 ] |
| 14 giugno 2004 | 8 giugno 2009  | Gaetano Quaglia | lista civica                          | Sindaco | [ 11 ] |
| 8 giugno 2009  | 27 maggio 2014 | Flavio Gatti    | lista civica per Cerano               | Sindaco | [ 11 ] |
| 27 maggio 2014 | 26 maggio 2019 | Flavio Gatti    | lista civica: per Cerano              | Sindaco | [ 11 ] |
| 27 maggio 2019 | 9 giugno 2024  | Andrea Volpi    | Prima Cerano. Lega, FdI, Forza Italia | Sindaco |        |

### Gemellaggi
- Sassari
- Amendolara